# Дно
Дно (на руски: Дно) е град в Русия, административен център на Дновски район, Псковска област. Населението на града към 1 януари 2018 година е 7683 души.